# Борхерс, Мадс
Мадс Борхерс (дат. Mads Borchers; род. 18 июня 2002, Сённерборг, Южная Ютландия) — датский футболист, нападающий шведского «Варберга».

## Клубная карьера
Футболом начал заниматься в клубе «Сённерборг» из своего родного города. В 15-летнем возрасте перешёл в «Эсбьерг», где присоединился к молодёжной команде клуба. На протяжении четырёх лет выступал за юношеские команды клуба и в 2021 году подписал с основной командой первый контракт. Дебютировал в её составе 15 мая в матче первого дивизиона с «Виборгом», появившись на поле после перерыва.
Из-за недостатка игровой практики в январе 2022 года отправился на правах аренды в фарерский «07 Вестур». 5 марта во встрече первого тура против «Вуйчингура» дебютировал в чемпионате страны. Борхерс вышел в стартовом составе и на 36-й минуте открыл счёт в игре. Всего датчанин принял участие в 25 матчах, в которых забил 12 мячей, благодаря чему был признан игроком года и стал одним из лучших бомбардиров чемпионата. По окончании аренды вернулся в «Эсбьерг», но уже в начале января 2023 года был продан в другой фарерский клуб — «ХБ Торсхавн». Уже в первой игре против «Б-68» Борхерс забил первый гол, поучаствовав в разгроме соперника. В общей сложности провёл за клуб 19 матчей во всех турнирах и забил в них семь мячей.
27 июля 2023 года перебрался в шведский «Варберг». Дебютировал за новую команду в чемпионате Швеции 13 августа в игре с «Хеккеном», заменив на 71-й минуте Робина Транберга.

## Клубная статистика
| Выступление      | Выступление      | Выступление      | Лига | Лига | Кубки | Кубки | Конт. кубки | Конт. кубки | Итого | Итого |
| Клуб             | Лига             | Сезон            | Игры | Голы | Игры  | Голы  | Игры        | Голы        | Игры  | Голы  |
| ---------------- | ---------------- | ---------------- | ---- | ---- | ----- | ----- | ----------- | ----------- | ----- | ----- |
| Эсбьерг          | 1-й дивизион     | 2020/21          | 1    | 0    | 0     | 0     | 0           | 0           | 1     | 0     |
| Эсбьерг          | 1-й дивизион     | 2021/22          | 2    | 0    | 0     | 0     | 0           | 0           | 2     | 0     |
| Эсбьерг          | Итого            | Итого            | 3    | 0    | 0     | 0     | 0           | 0           | 3     | 0     |
| → 07 Вестур      | Премьер-лига     | 2022             | 25   | 12   | 3     | 3     | 0           | 0           | 28    | 15    |
| → 07 Вестур      | Итого            | Итого            | 25   | 12   | 3     | 3     | 0           | 0           | 28    | 15    |
| ХБ Торсхавн      | Премьер-лига     | 2023             | 16   | 6    | 3     | 1     | 2           | 0           | 21    | 7     |
| ХБ Торсхавн      | Итого            | Итого            | 16   | 6    | 3     | 1     | 2           | 0           | 21    | 7     |
| Варберг          | Алльсвенскан     | 2023             | 6    | 0    | 1     | 0     | 0           | 0           | 7     | 0     |
| Варберг          | Итого            | Итого            | 6    | 0    | 1     | 0     | 0           | 0           | 7     | 0     |
| Всего за карьеру | Всего за карьеру | Всего за карьеру | 50   | 18   | 7     | 4     | 2           | 0           | 59    | 22    |